# BD Волка
BD Волка (лат. BD Lupi) — одиночная переменная звезда в созвездии Волка на расстоянии (вычисленном из значения параллакса) приблизительно 3612 световых лет (около 1107 парсеков) от Солнца. Видимая звёздная величина звезды — от менее +16m до +13,1m.

## Характеристики
BD Волка — красный гигант, пульсирующая переменная звезда, мирида (M) спектрального класса M. Радиус — около 22,75 солнечных, светимость — около 55,935 солнечных. Эффективная температура — около 3310 K.